# Hakan
Hakan ist ein türkischer männlicher Vorname türkischer Herkunft mit der Bedeutung „Der Herrscher“ (siehe auch Khan und Chagan).

## Namensträger

### Vorname
- Hakan Akman (* 1989), türkischer Fußballspieler
- Hakan Altun (* 1972), türkischer Sänger der arabesken Musik
- Hakan Anaz (* 1969), australischer Fußballschiedsrichterassistent
- Hakan Arıkan (* 1982), türkischer Fußballspieler
- Hakan Arslan (Fußballspieler, 1988) (* 1988), türkischer Fußballspieler
- Hakan Arslan (Fußballspieler, 1989) (* 1989), türkischer Fußballspieler
- Hakan Aslantaş (* 1985), deutsch-türkischer Fußballspieler
- Hakan Ateş (* 1988), türkischer Fußballspieler
- Hakan Balta (* 1983), türkischer Fußballspieler
- Hakan Barış (* 1994), deutsch-türkischer Fußballspieler
- Hakan Bayraktar (* 1976), türkischer Fußballspieler
- Hakan Bilgiç (* 1992), belgisch-türkischer Fußballspieler
- Hakan Çalhanoğlu (* 1994), deutsch-türkischer Fußballspieler
- Hakan Cengiz (* 1967), türkischer Fußballspieler
- Hakan Çevik (Fußballspieler) (* 1988), türkischer Fußballspieler
- Hakan Çinemre (* 1994), türkischer Fußballspieler
- Hakan Demir (Politiker) (* 1984), deutscher Journalist und Politiker der SPD
- Hakan Demir (Fußballspieler) (* 1998), türkischer Fußballspieler
- Hakan Doğru (* 1991), türkischer Fußballspieler
- Hakan Esa (* 1996), türkischer Fußballspieler
- Hakan Fidan (* 1968), türkischer Diplomat und Leiter des türkischen Inlandsgeheimdienstes
- Hakan Göğtepe (* 1985), türkischer Beachvolleyballspieler
- Hakan Günday (* 1976), türkischer Schriftsteller
- Hakan Hacıbektaşoğlu (* 1984), türkischer Fußballspieler
- Hakan Hatipoğlu (* 1979), türkischer Schauspieler und Fernsehmoderator
- Hakan Keleş (* 1972), türkischer Fußballspieler und -trainer
- Hakan Vural Koçaslan (* 1986), türkischer Fußballspieler
- Hakan Kutlu (* 1972), türkischer Fußballspieler und -trainer
- Hakan Macit (* 1981), türkischer Fußballspieler
- Hakan Mandalinci (* 1973), türkischstämmiger in Deutschland lebender Maler und Grafiker
- Hakan Savaş Mican (* 1978), deutsch-türkischer Filmemacher und Theaterautor
- Hakan Olkan (* 1992), türkischer Fußballspieler
- Hakan Orbeyi (* 1971), deutscher Schauspieler
- Hakan Özmert (* 1985), türkischer Fußballspieler
- Hakan Peker (* 1961), türkischer Popmusiker
- Hakan Serbes (* 1974), deutscher Pornodarsteller türkischer Abstammung
- Hakan Söyler (* 1983), türkischer Fußballspieler
- Hakan Şükür (* 1971), türkischer Fußballspieler und Politiker
- Hakan Taş (* 1966), deutscher Politiker und Autor
- Hakan Tecimer (* 1967), türkischer Fußballspieler und -trainer
- Enes Hakan Tokyay (* 1975), deutscher Filmregisseur und Kameramann
- Hakan Turan (* 1992), türkischer Fußballspieler
- Hakan Ünsal (* 1973), türkischer Fußballspieler
- Hakan Yakin (* 1977), Schweizer Fußballspieler türkischer Abstammung
- Hakan Yıldırım (** 19**), türkischer Modedesigner

### Künstlername
- Ahmet Hakan (Ahmet Hakan Coşkun;* 1967), türkischer Journalist und Moderator
- Killa Hakan (Hakan Durmuş; * 1973), deutsch-türkischer Rapper
- Hakan, fiktives Alter Ego von Kaya Yanar